# Park dworski w Janocinie
Park dworski w Janocinie – zabytkowy park wraz z dworem znajdujący się w Janocinie, w gminie Kruszwica, w powiecie inowrocławskim, w województwie kujawsko-pomorskim. Park ten został wpisany na listę zabytków Narodowego Instytutu Dziedzictwa 11 października 1991 roku pod numerem rej. A/284/1.

## Historia
Park wraz z dworem założono w XIX w., kiedy osiedliła się tu rodzina Schendeli. W parku znajdowały się rowy działowe i odwadniające, przecinające park. Natomiast w centrum parku znajdował się staw. Niegdyś w parku znajdowały się także sady oraz ogród.
W parku istnieje budynek, który częściowo jest fragmentem starego dworu. Zabytkowy drzewostan parku składa się z okazałych drzew: dębów szypułkowych, topól białych, wiązów szypułkowych, jesionów wyniosłych oraz robinii akacjowych. Z pierwotnej kompozycji parku zachowały się jedynie drogi, które wyznaczają jego granice. Znajdują się tu także stare aleje i szpalery drzew. W parku zobaczyć można dwa wiązy szypułkowe, które zbliżone są do okazów pomnikowych. Park zarosły samosiewy krzewów i drzew liściastych. Centralne wnętrze parku tworzą dwie aleje boczne i aleja poprzeczna. Park można uznać za zdziczały.